# N.
Az N. 2008-ban megjelent horror regény, amelyet Stephen King írt, a Napnyugta után című novelláskötete részeként.

## Történet
N, egy magányosan élő férfi súlyos kényszerbetegségben szenved, amely megkeseríti mindennapjait. A kényszerbetegség gyökerei egy mezőig, pontosabban az Ackerman-rétig nyúlnak vissza. N egy nap idelátogatott fotókat készíteni a naplementéről, viszont olyan dolog történik, amelyre nem számít: a mezőn hét óriási követ talál, amelyek kitüremkednek a talajból. Napnyugta közben pedig a köveken mintha furcsa arcokat, árnyakat látna. Úgy érzi, mintha többmilliárd évet utazott volna vissza az időbe, amint a mezőn áll. Úgy hiszi, van egy sötét oldala a világnak, s ha belép a hét kő alkotta kör közepébe, a sötétség átjut az általunk ismert valóságba, és elszabadul a pokol. N mintha egy kígyó szemeit látná a kör közepén, amint őt bámulják. N menni akar, de nem tud, hanem csak a szemet nézi. N-nek ezután kezdődött a kényszerbetegsége: rendezget és számolgat dolgokat, mert az ő véleménye szerint az rendben tartja a világot. Mivel a sok rendezgetés és számlálás nem sokat segít rajta, még egyszer ellátogat a rétre. Miután ezt pár alkalommal ismét megtette, rájön, hogy nyolc kő van. Pontosabban, digitális kijelzőn nézve nyolc követ lát, de fizikailag csak hét van. Fotót is próbált csinálni, de valahogy sosem sikerült neki: egyik alkalommal egy kölcsönkért fényképezőt is tönkretett. N naptárat állít össze általa készített fotókból, de az Ackerman-réten egyet sem sikerül csinálnia, mintha a rétről lehetetlen lenne. N úgy dönt, pszichoterápiára fog járni Dr. John Bonsainthoz, hátha az leküzdi kényszerbetegségét. Bonsaint nyugtatót is ír fel N számára, és elbeszélget vele a rétről. N hamarosan kicsit mintha jobban lenne, de a dolgokat még mindig számlálja, s rendezgeti, még Bonsaint rendelőjében is. Néhány alkalom után Bonsaint megkedveli N-t, és barátként tekint már rá. Hamarosan viszont gyászjelentést kap, mivel N öngyilkos lett. Bonsaint N temetése után úgy dönt, maga is elmegy a rétre, N is úgy akarná. Bonsaint miután elmegy a rétre, nem talál ott semmi különöset, megszámolja a köveket, s megbizonyosodik róla, hogy nyolc kő van. Ekkor visszafele úton a rétről ismét megszámolja, de ekkor csak hetet talál. Egy átlátszó zacskón át nézve újra nyolcnak számolja, úgyhogy nyugodtan távozik.
Bonsaint hamarosan arra eszmél fel, hogy maga is elkezdi számolni a dolgokat, hogy biztos legyen benne, páros számúak. Ha pedig nem azok, hozzárak még belőle, hogy biztos az legyen. Hamarosan a számolgatás és rendezgetés Bonsaintnál is rögeszmévé válik, és lassan kényszer lesz. Rendszeresen jár a rétre, megbizonyosodni róla, hogy biztosan nyolc kő áll ott.
A kényszerbetegség Bonsaintnál is felerősödik, és semmi sem segít rajta, csak ha kiegyenlíti a dolgokat. Bonsaint hamarosan nem bírja tovább, és N példáját követve öngyilkos lesz.

## Képregény-változat
Az N. című történet alapján 2010-ben egy azonos című képregénysorozat is megjelent, a könyv történetét követve. A képregénysorozatot Marc Guggenheim forgatókönyvíró és Alex Maleev illusztrátor segítettek véghez vinni, King társaságában.